# Aeródromo San Damián
El Aeródromo San Damián (OACI: SCDM) es un terminal aéreo localizado a 1.7 kilómetros al noreste de Duao, Provincia de Curicó, Región del Maule, Chile. Es de propiedad privada.